# مفريان

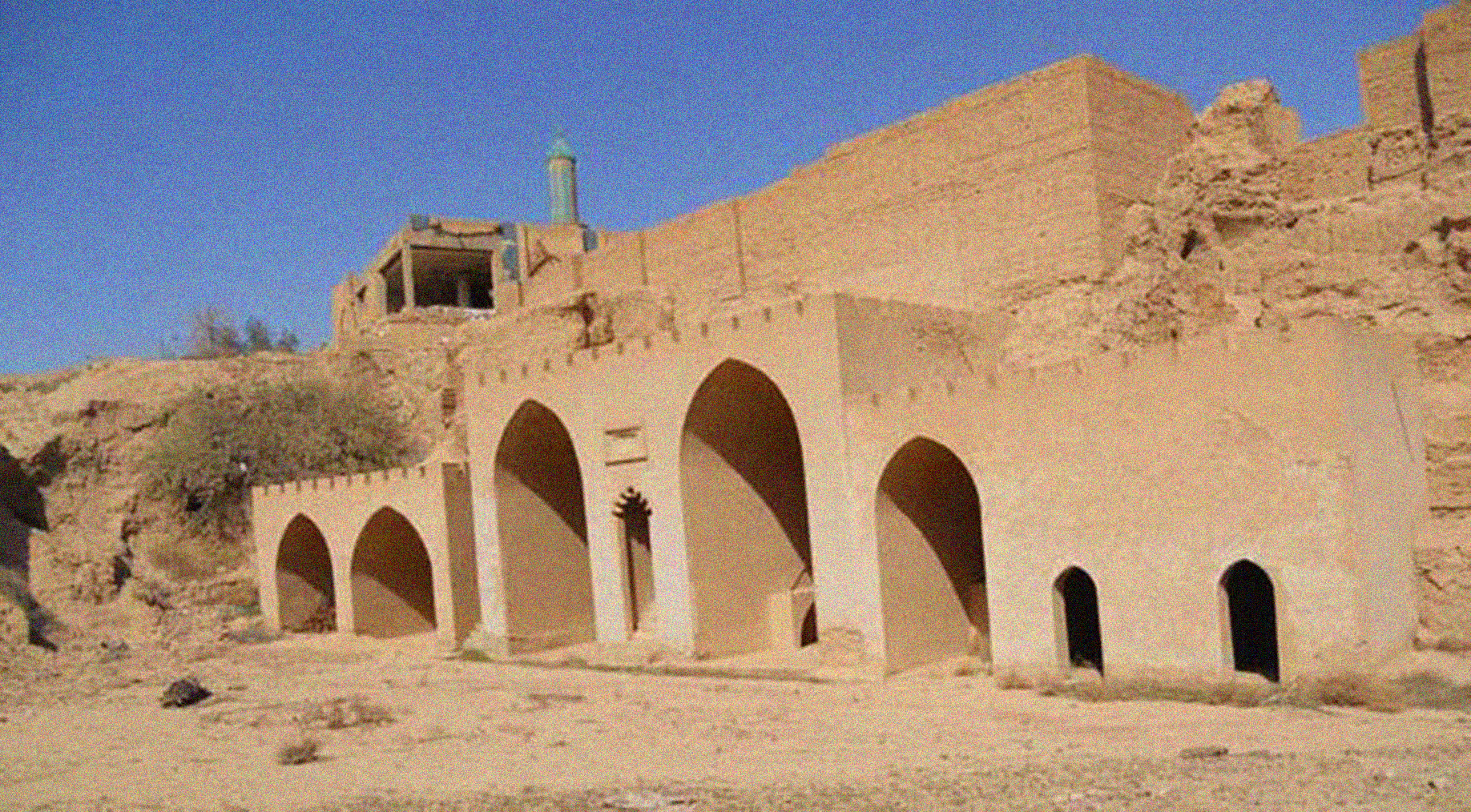

المفريان (بالسريانية: ܡܦܪܝܢܐ مَفريانا أو مفريونو) هو لقب يعطى لرجال دين في الكنائس السريانية. تعتبر مرتبة المفريان الثانية في الشأن بعد البطريرك.

## أصل التسمية
يعود أصل التسمية إلى السريانية وتعني «حامل الثمار» أو «المبدع» وكانت تستعمل منذ القرن الثالث في الكنائس الواقعة في بلاد فارس وخارج سيطرة الإمبراطورية الرومانية. كما كانت تستعمل أحيانا لوصف الكتاب واللاهوتيين السريان. يستعمل اللقب الآن في الكنيسة السريانية الأرثوذكسية وبعض الكنائس في الهند.